# Оттильо

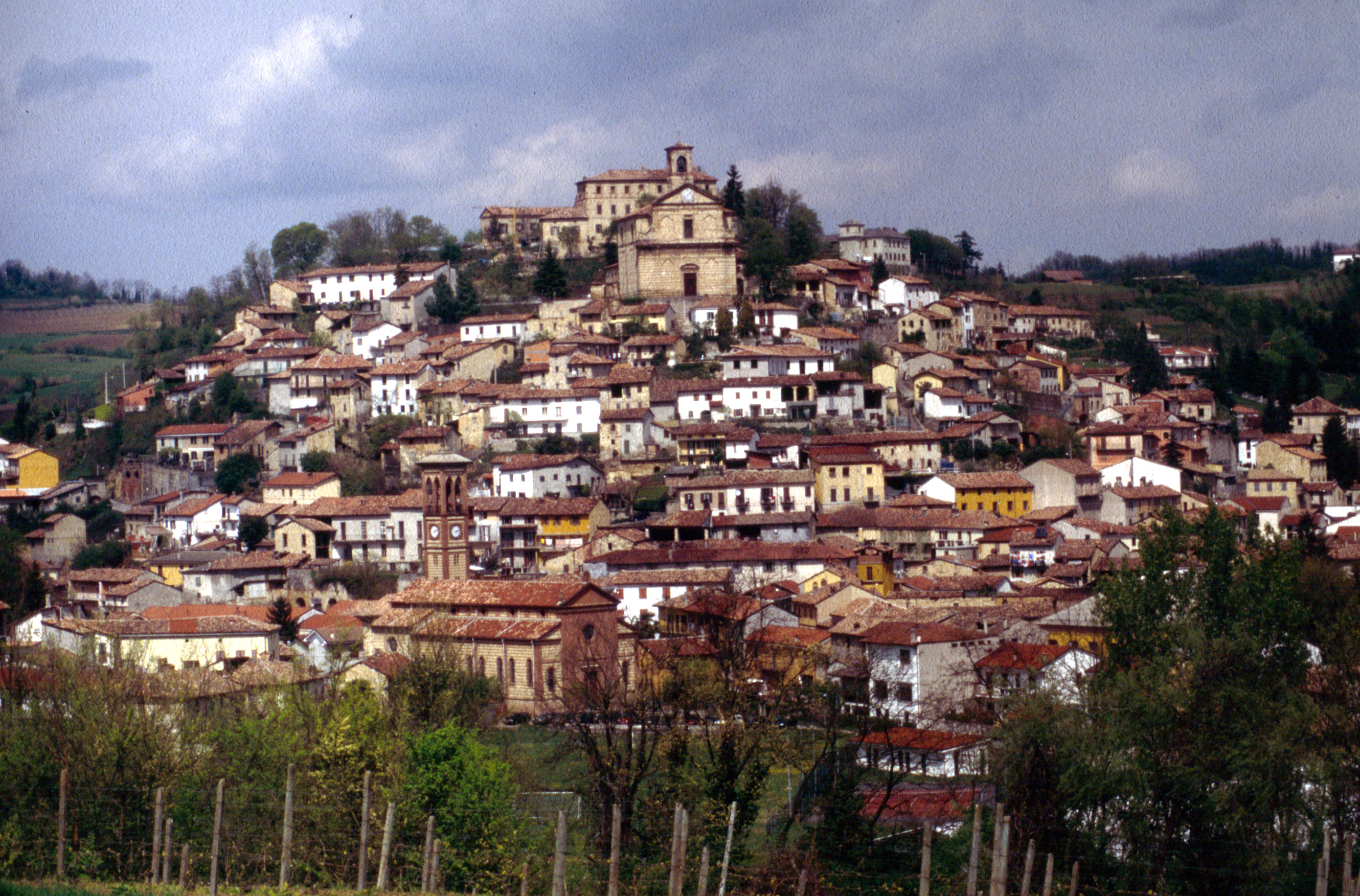
Ottiglio

Оттильо (итал. Ottiglio) — коммуна в Италии, располагается в регионе Пьемонт, в провинции Алессандрия.
Население составляет 694 человека (2008 г.), плотность населения составляет 48 чел./км². Занимает площадь 14 км². Почтовый индекс — 15038. Телефонный код — 0142.
Покровителем коммуны почитается святой Евсевий из Верчелли, празднование 2 августа.

## Демография
Динамика населения:

## Администрация коммуны
- Официальный сайт: